# Иоганн VII (граф Ольденбурга)
Иоганн VII Ольденбургский (нем. Johann VII. von Oldenburg; 9 сентября 1540 — 12 ноября 1603) — граф Ольденбурга и Дельменхорста в 1573—1603 годах (также считается Иоганном XVI, с учетом не правивших тезок). Имел прозвище «Строитель дамб». Его родителями были граф Антон I и София Саксен-Лауэнбургская.

## Биография

### Правление
В 1573 году Иоганн VII унаследовал графство Ольденбург от своего отца. В 1575 году он унаследовал синьорию Евер от Марии Еверской, несмотря на возражения со стороны графа Восточной Фрисландии Эдцарда II. В 1577 году он был вынужден передать доходы от Харпштедта, Дельменхорста, Фареля и некоторых второстепенных замков в пользу своего младшего брата Антона II на период в 10 лет. В 1597 году Имперский совет постановил, что графство Дельменхорст должно быть отделено от Ольденбурга; это разделение продолжалось до 1647 года.
В 1596 году Иоганн VII пытался построить дамбу, чтобы осушить землю от Ольденбурга до Евера. Однако он был вынужден отменить этот проект под давлением Эдцарда II. Иоганн VII получил прозвище «Строитель дамб» за дорогостоящие проекты в Бутъядингене и Ядебузене.
Он реорганизовал администрацию и судебную систему и модернизировал организацию лютеранской церкви в Ольденбурге.
Иоганн VII умер в 1603 году, его сменил его сын Антон Гюнтер.

### Семья и брак
В 1576 году Иоганн VII женился на Елизавете Шварцбургской (ум. 1612), дочери графа Гюнтера XL Шварцбургского. Их дети:
- Иоганн (1578—1580)
- Анна (1579—1639)
- Елизавета (1581—1619)
- Екатерина (1582—1644), вышла замуж в 1633 году за Августа Саксен-Лауэнбургского
- Антон Гюнтер (1583—1667), граф Ольденбурга
- Магдалена (1585—1657), наследница Йевера; выдана в 1612 году за князя Рудольфа Ангальт-Цербстского.